# Rừng Łuków

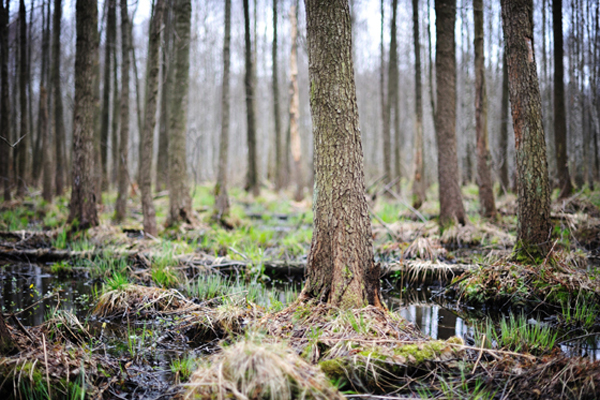
Đầm lầy trong khu bảo tồn thiên nhiên Jata

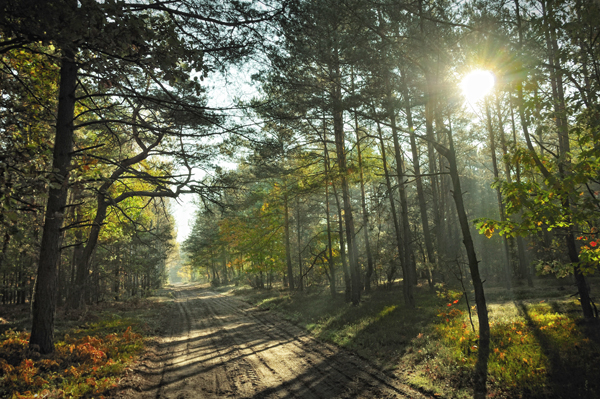
Một con đường trong khu bảo tồn thiên nhiên Jata

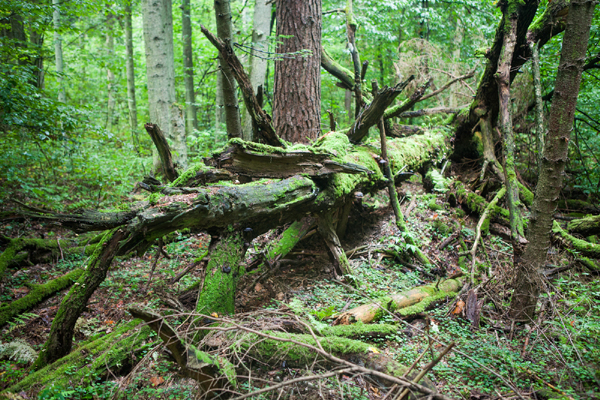
Mảnh vỡ của khu bảo tồn thiên nhiên nghiêm ngặt Jata

Rừng Łuków (tiếng Ba Lan: Lasy Łukowskie) là quần thể rừng lớn nhất ở đồng bằng Nam Podlachia gần Łuków ở miền đông Ba Lan. Sông Krzna chảy ra khỏi rừng. Khu phức hợp có diện tích 105 kilômét vuông (41 dặm vuông Anh).

## Lịch sử
Trước khi phân vùng Ba Lan, các khu rừng là vùng hoang dã của hoàng gia. Trong cuộc nổi dậy tháng giêng, khu vực này từng là một căn cứ và nơi trú ẩn của quân nổi dậy do linh mục Stanisław Brzóska lãnh đạo. Trong chiến tranh thế giới thứ hai, quân đội du kích cũng hoạt động trong khu vực.

## Hệ thực vật
Loài cây trong rừng: 
| Thứ tự | Loài cây   | Phần trăm |
| ------ | ---------- | --------- |
| 1.     | Cây thông  | 83,28     |
| 2.     | Sồi        | 5.12      |
| 3.     | Alder      | 5,05      |
| 4.     | Bạch dương | 4,34      |
| 5.     | Cây thông  | 0,83      |
| 6.     | Spruce     | 0,74      |
| 7.     | Ấu trùng   | 0,21      |
| số 8.  | Tro        | 0,12      |
| 9.     | Aspen      | 0,07      |
| 10.    | Douglas    | 0,04      |

## Bảo tồn thiên nhiên
Trong rừng Łuków xảy ra hai khu bảo tồn thiên nhiên: Jata và Topór.
Đối tượng của sự bảo vệ là những khu rừng linh sam mọc ra ngoài phạm vi xảy ra loài.